# Neuhaus in der Wart
Neuhaus in der Wart (früher Krobotdorf od. Kroatdorf; ungarisch Őridobra, Dobra; kroatisch Dubrava) ist eine Katastralgemeinde und ein Ort der Gemeinde Mischendorf im südlichen Burgenland in Österreich und ist dem politischen Bezirk Oberwart zugehörig.

## Daten
- Einwohnerzahl: 197 Einwohner (Stand 1. Jänner 2024[2])
- Seehöhe: 265 m ü. A.
- Marktgemeinde: Mischendorf
- Postleitzahl: 7511
- Kfz-Kennzeichen: OW

## Geschichte
Neuhaus ist eine kroatische Gründung des 16. Jahrhunderts. Die ersten Siedler dürften von Nikolaus Zrinyi zwischen 1557 und 1561 hierhergebracht worden sein. Der Überlieferung nach sollen sie von dem zwischen Kirchfidisch und Deutsch Schützen-Eisenberg gelegenen, Erdödyschen Georgshof gekommen sein. Sie nannten den Ort Dobrava, woraus die Ungarn Dobra und Öridobra machten. Der deutsche Name Neuhaus stammt von den späteren deutschen Siedlern. Einer Fassion von 1852 zufolge bestand damals die Schule aus einem aus Holz gezimmerten Blockhaus, 1870 wurde es umgebaut.
Nach der kanonischen Visitation 1760 wurde 1836 eine Kapelle mit einem nahen Glockenturm erbaut, die dem heiligen Antonius von Padua geweiht war. Von 1956 bis 1959 wurde die Kapelle unter Bürgermeister Ferdinand Obojkovics durch eine neue Kirche ersetzt, die ebenfalls Antonius geweiht wurde und 2016 unter Architektin Doris Dockner umgestaltet wurde.
Im Zuge der Umsetzung des Gemeindestrukturverbesserungsgesetzes wurden 1971 die Gemeinden Mischendorf, Kotezicken, Kleinbachselten, Großbachselten, Rohrbach an der Teich und Neuhaus zur Großgemeinde Mischendorf zusammengelegt.

## Kultur und Sehenswürdigkeiten
- Katholische Kirche Neuhaus in der Wart hl. Antonius von Padua (Franziskaner)

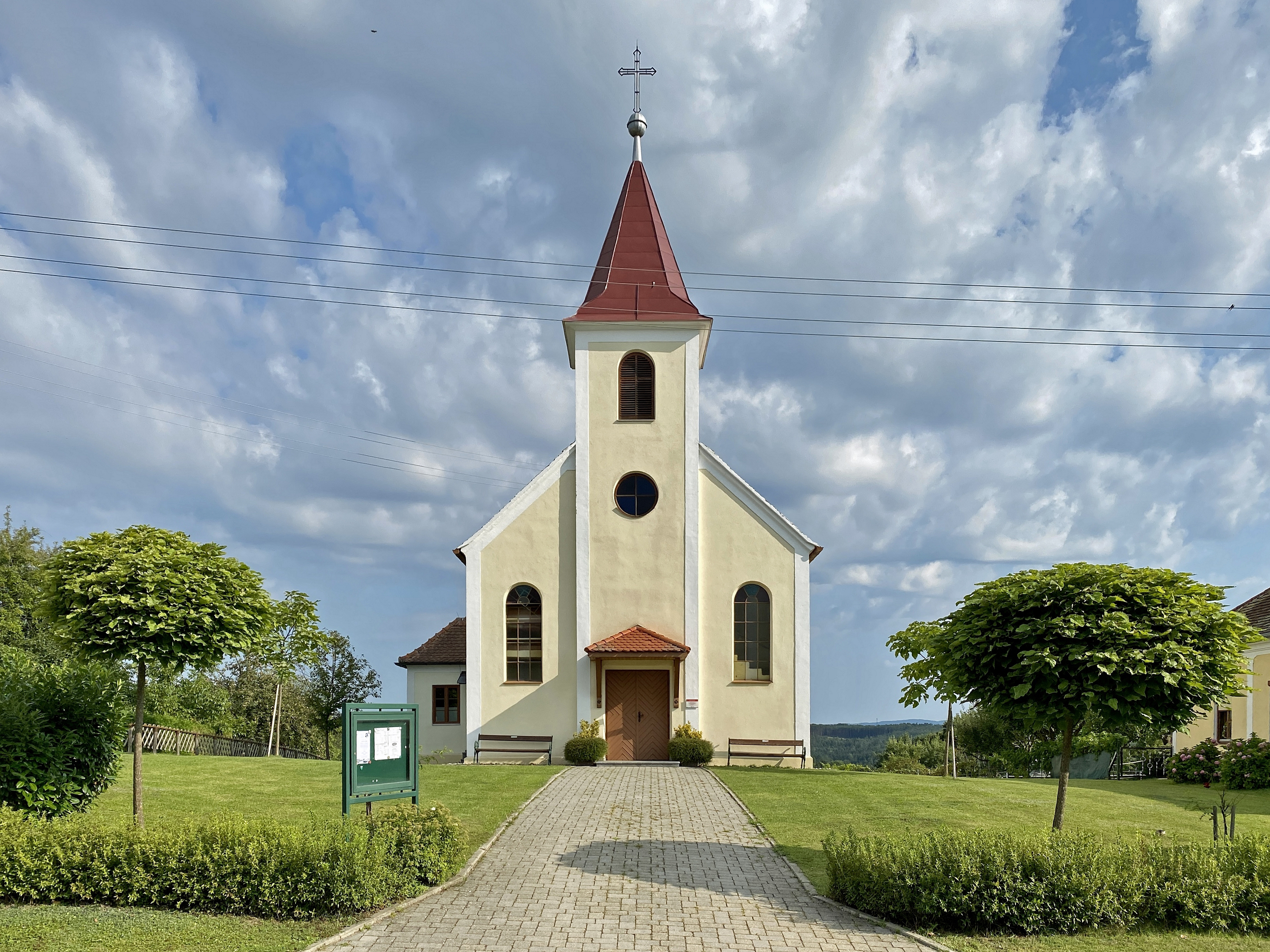
Kirche Neuhaus in der Wart
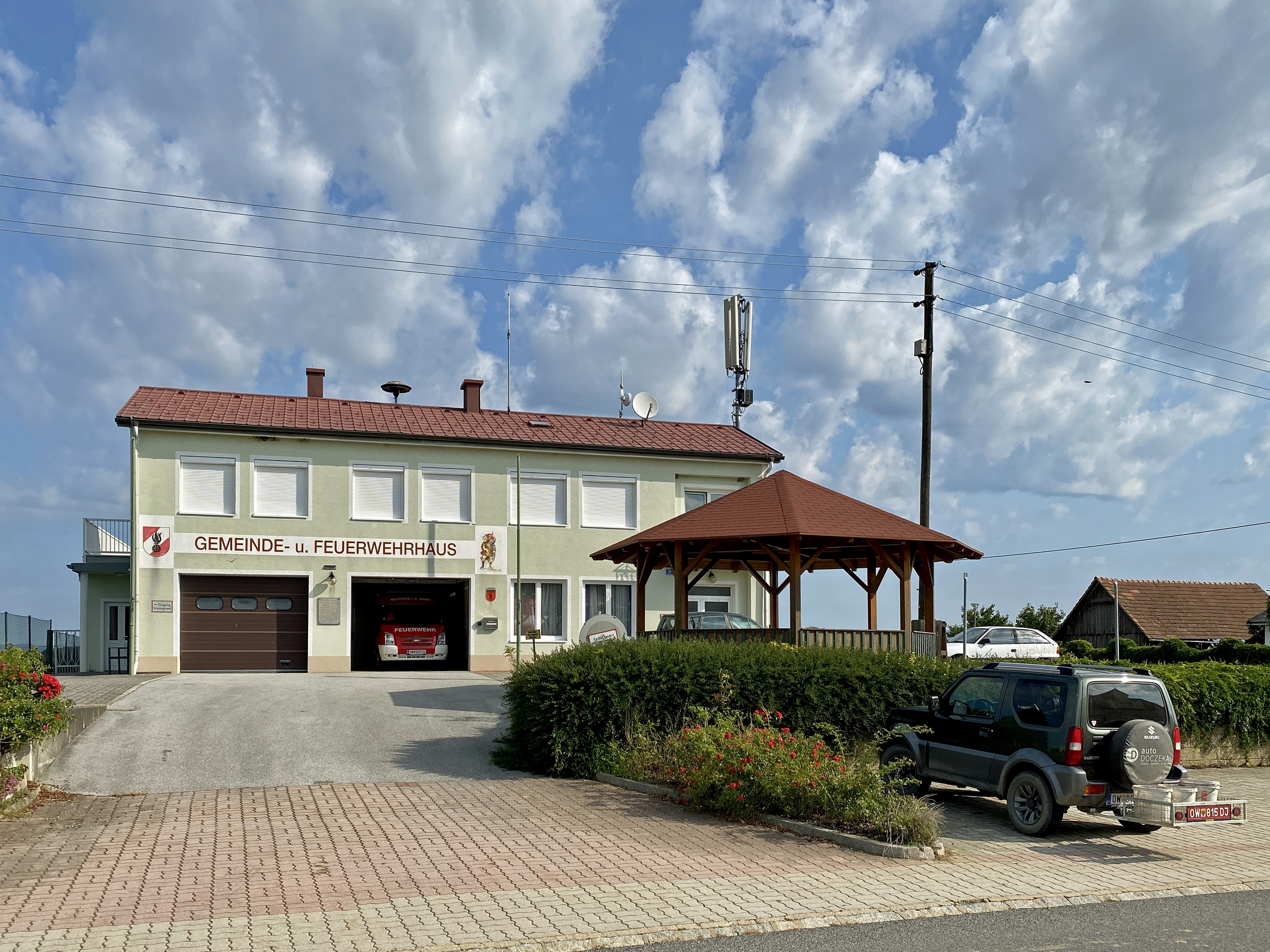
Gemeinde- und Feuerwehrhaus
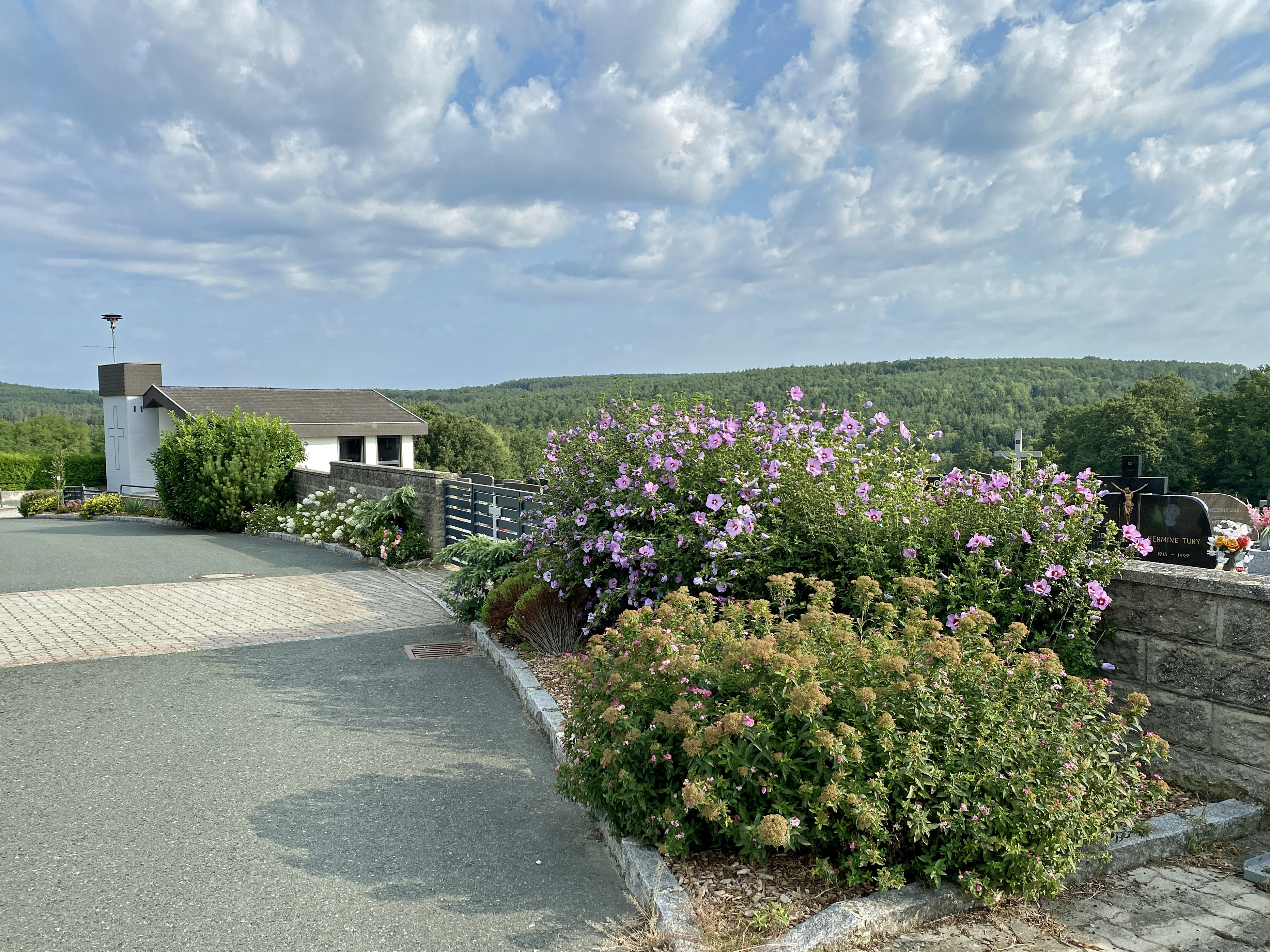
Friedhof
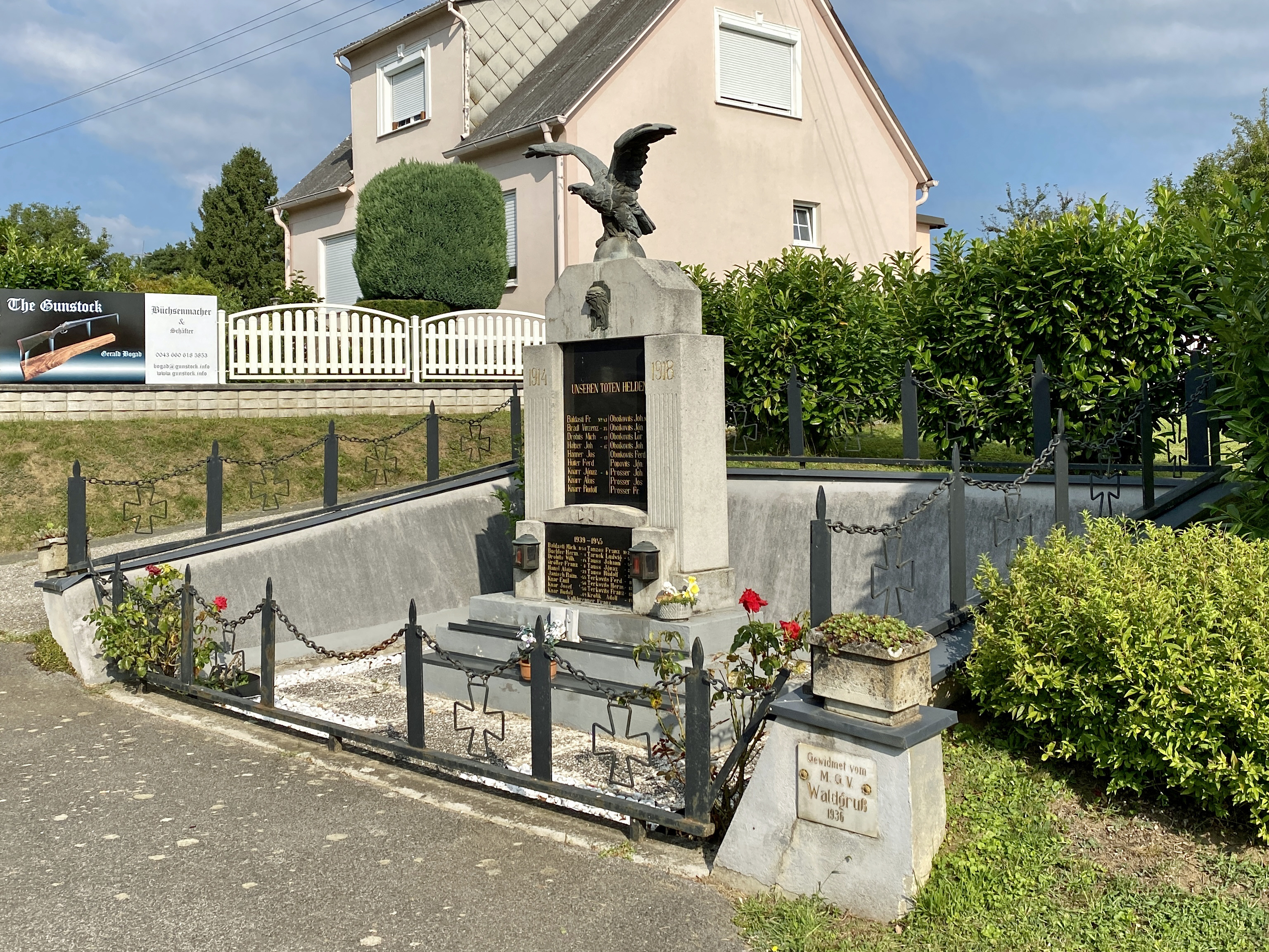
Kriegerdenkmal